# Estádio Municipal de Maranguape
Estádio Municipal de Maranguape – stadion piłkarski, w Maracanaú, Ceará, Brazylia, na którym swoje mecze rozgrywa klub Maranguape Futebol Clube.